# شهرداری فرگ قلعه
شهرداری فرگ قلعه سازمانی عمومی غیردولتی است که مسئولیت اجرایی مدیریت شهری در فرگ قلعه را بر عهده دارد که این شهر در سال ۱۴۰۱ خورشیدی تأسیس شد. جواد رجبی جعفرآباد شهردار کنونی فرگ قلعه است.